# Bulgária nos Jogos Olímpicos de Inverno de 2006
A Bulgária mandou 21 competidores para os Jogos Olímpicos de Inverno de 2006, em Turim, na Itália. A delegação conquistou uma medalha de prata com a patinadora Evgenia Radanova.

## Medalhas
| Atleta           | Esporte                                | Evento         | Medalha |
| ---------------- | -------------------------------------- | -------------- | ------- |
| Evgenia Radanova | Patinação de velocidade em pista curta | 500 m feminino | Prata   |

## Desempenho

### Biatlo
| Atleta                                                              | Evento                    | Final     | Final | Final |
| Atleta                                                              | Evento                    | Tempo     | Pen.  | Pos.  |
| ------------------------------------------------------------------- | ------------------------- | --------- | ----- | ----- |
| Ekaterina Dafovska                                                  | Velocidade feminino       | 24:23.2   | 2     | 33    |
| Ekaterina Dafovska                                                  | Perseguição feminino      | 42:07.68  | 3     | 8     |
| Ekaterina Dafovska                                                  | Largada coletiva feminina | 42:09.4   | 3     | 8     |
| Ekaterina Dafovska                                                  | Individual feminino       | 52:45.1   | 3     | 11    |
| Pavlina Filipova                                                    | Velocidade feminino       | 24:53.2   | 2     | 46    |
| Pavlina Filipova                                                    | Perseguição feminino      | 43:04.53  | 8     | 32    |
| Pavlina Filipova                                                    | Velocidade feminino       | 56:07.7   | 5     | 43    |
| Nina Kadeva                                                         | Velocidade feminino       | 57:15.0   | 5     | 54    |
| Irina Nikoultchina                                                  | Velocidade feminino       | 24:30.4   | 4     | 36    |
| Irina Nikoultchina                                                  | Perseguição feminino      | 42:26.84  | 7     | 30    |
| Irina Nikoultchina                                                  | Individual feminino       | 54:29.3   | 6     | 28    |
| Radka Popova                                                        | Velocidade feminino       | 26:01.1   | 2     | 58    |
| Radka Popova                                                        | Perseguição feminino      | +1 volta  | 5     | -     |
| Vitaliy Rudenchyk                                                   | Velocidade masculino      | 27:59.1   | 1     | 21    |
| Vitaliy Rudenchyk                                                   | Perseguição masculino     | 39:04.76  | 4     | 33    |
| Vitaliy Rudenchyk                                                   | Individual masculino      | 1:02:30.0 | 6     | 61    |
| Pavlina Filipova Radka Popova Irina Nikoultchina Ekaterina Dafovska | Revezamento feminino      | 1:20:38.7 | 17    | 8     |

### Esqui alpino
| Atletas          | Evento              | Final      | Final      | Final      | Final   | Final |
| Atletas          | Evento              | 1ª Corrida | 2ª Corrida | 3ª Corrida | Total   | Pos.  |
| ---------------- | ------------------- | ---------- | ---------- | ---------- | ------- | ----- |
| Stefan Georgiev  | Slalom masculino    | 58.30      | 54.25      |            | 1:52.55 | 25    |
| Stefan Georgiev  | Combinado masculino | 1:43.86    | DNF        | DNF        | DNF     | DNF   |
| Maria Kirkova    | Slalom feminino     | 46.58      | DNF        | DNF        | DNF     | DNF   |
| Mihail Sediankov | Slalom masculino    | DNF        | DNF        | DNF        | DNF     | DNF   |
| Mihail Sediankov | Combinado masculino | 1:46.10    | 49.11      | 48.69      | 3:23.90 | 31    |
| Dean Todorov     | Slalom masculino    | 1:00.69    | DNF        | DNF        | DNF     | DNF   |

### Esqui cross-country
| Atleta        | Evento                          | Preliminares | Preliminares | Quartas     | Quartas     | Semifinal   | Semifinal   | Final       | Final |
| Atleta        | Evento                          | Total        | Pos.         | Total       | Pos.        | Total       | Pos.        | Total       | Pos.  |
| ------------- | ------------------------------- | ------------ | ------------ | ----------- | ----------- | ----------- | ----------- | ----------- | ----- |
| Ivan Bariakov | Clássico masculino              |              |              |             |             |             |             | 44:06.3     | 67    |
| Ivan Bariakov | Perseguição combinada masculina |              |              |             |             |             |             | DNF         | DNF   |
| Ivan Bariakov | Velocidade individual masculino | 2:32.18      | 71           | Não avançou | Não avançou | Não avançou | Não avançou | Não avançou | 71    |

### Luge
| Atleta      | Evento               | Final      | Final      | Final      | Final      | Final    | Final |
| Atleta      | Evento               | 1ª corrida | 2ª corrida | 3ª corrida | 4ª corrida | Total    | Pos.  |
| ----------- | -------------------- | ---------- | ---------- | ---------- | ---------- | -------- | ----- |
| Peter Iliev | Individual masculino | 54.806     | 55.189     | 55.761     | 53.927     | 3:39.683 | 31    |

### Patinação artística
| Atleta                            | Evento               | Programa curto | Programa curto | Programa longo | Programa longo | Total  | Total |
| Atleta                            | Evento               | Pontos         | Pos.           | Pontos         | Pos.           | Pontos | Pos.  |
| --------------------------------- | -------------------- | -------------- | -------------- | -------------- | -------------- | ------ | ----- |
| Ivan Dinev                        | Individual masculino | 63.64          | 15 Q           | 116.47         | 18             | 180.11 | 17    |
| Rumiana Spassova Stanimir Todorov | Duplas               | 37.27          | 19             | 73.98          | 18             | 111.25 | 19    |

| Atleta                        | Evento        | Dança obrigatória | Dança obrigatória | Dança original | Dança original | Dança livre | Dança livre | Total  | Total |
| Atleta                        | Evento        | Pontos            | Pos.              | Pontos         | Pos.           | Pontos      | Pos.        | Pontos | Pos.  |
| ----------------------------- | ------------- | ----------------- | ----------------- | -------------- | -------------- | ----------- | ----------- | ------ | ----- |
| Albena Denkova Maxim Staviski | Dança no gelo | 37.65             | 3                 | 55.85          | 5              | 96.03       | 5           | 189.53 | 5     |

### Patinação de velocidade em pista curta
| Atleta           | Evento           | Preliminar | Preliminar | Quartas | Quartas | Semifinal | Semifinal | Final            | Final            |
| Atleta           | Evento           | Tempo      | Pos.       | Tempo   | Pos.    | Tempo     | Pos.      | Tempo            | Pos.             |
| ---------------- | ---------------- | ---------- | ---------- | ------- | ------- | --------- | --------- | ---------------- | ---------------- |
| Evgenia Radanova | 500 m feminino   | 45.703     | 1 Q        | 44.252  | 1 Q     | 44.711    | 2 Q       | 42.093           | Medalha de prata |
| Evgenia Radanova | 1000 m masculino | 1:35.765   | 1 Q        | DSQ     | DSQ     | DSQ       | DSQ       | DSQ              | DSQ              |
| Evgenia Radanova | 1500 m feminino  | 2:27.155   | 1 Q        |         |         | 2:27.145  | 3         | Final B 2:29.314 | 6                |

### Salto de esqui
| Atleta         | Evento                  | Preliminar | Preliminar | 1ª rodada   | 1ª rodada   | Final       | Final       | Final       |
| Atleta         | Evento                  | Pontos     | Pos.       | Pontos      | Pos.        | Pontos      | Total       | Pos.        |
| -------------- | ----------------------- | ---------- | ---------- | ----------- | ----------- | ----------- | ----------- | ----------- |
| Petar Fartunov | Pista normal individual | 85.0       | 49         | Não avançou | Não avançou | Não avançou | Não avançou | Não avançou |
| Petar Fartunov | Pista longa individual  | 26.6       | 52         | Não avançou | Não avançou | Não avançou | Não avançou | Não avançou |
| Georgi Zharkov | Pista normal individual | 77.5       | 51         | Não avançou | Não avançou | Não avançou | Não avançou | Não avançou |
| Georgi Zharkov | Pista longa individual  | 59.3       | 44         | Não avançou | Não avançou | Não avançou | Não avançou | Não avançou |

### Snowboard
Slalom gigante paralelo
| Atleta           | Evento                           | Preliminar | Preliminar | Oitavas          | Quartas          | Semifinal        | Final            | Final |
| Atleta           | Evento                           | Pontos     | Pos.       | Adversário Tempo | Adversário Tempo | Adversário Tempo | Adversário Tempo | Pos.  |
| ---------------- | -------------------------------- | ---------- | ---------- | ---------------- | ---------------- | ---------------- | ---------------- | ----- |
| Alexandra Jekova | Slalom gigante paralelo feminino | 1:25.01    | 25         | Não avançou      | Não avançou      | Não avançou      | Não avançou      | 25    |

Snowboard Cross
| Atleta           | Evento                   | Preliminar | Preliminar | Oitavas     | Quartas     | Semifinal   | Final       | Final       |
| Atleta           | Evento                   | Pontos     | Pos.       | Posição     | Posição     | Posição     | Posição     | Pos.        |
| ---------------- | ------------------------ | ---------- | ---------- | ----------- | ----------- | ----------- | ----------- | ----------- |
| Alexandra Jekova | Snowboard cross feminino | 1:35.50    | 22         | Não avançou | Não avançou | Não avançou | Não avançou | Não avançou |

Legenda
| Recorde mundial      | Recorde mundial (World record)               |                       | Recorde africano                      | Recorde africano (African) |                                           | Q | Classificado por posição (Qualified) |
| Recorde olímpico     | Recorde olímpico (Olympic record)            | Recorde da América    | Recorde da América (Americas)         | q                          | Classificado por melhor tempo (Qualified) |   |                                      |
| Melhor marca do ano  | Melhor marca do ano (World leading)          | Recorde asiático      | Recorde asiático (Asian)              | DNS                        | Não largou (Did not start)                |   |                                      |
| Recorde nacional     | Recorde nacional (National record)           | Recorde europeu       | Recorde europeu (European)            | DNF                        | Não terminou (Did not finish)             |   |                                      |
| Recorde pessoal      | Recorde pessoal do atleta (Personal best)    | Recorde da Oceania    | Recorde da Oceania (Oceania)          | DSQ / DQ                   | Desclassificado (Disqualified)            |   |                                      |
| Recorde da temporada | Recorde da temporada do atleta (Season best) | Recorde sul-americano | Recorde sul-americano (South America) | NM                         | Sem marca (No mark)                       |   |                                      |